# Likoma (gen)
Likoma este un gen de molii din familia Sphingidae. 

## Specii
- Likoma apicalis - (Rothschild & Jordan 1903)
- Likoma crenata - Rothschild & Jordan 1907